# Elbert D. Hayford
Elbert Daniel Hayford (* 18. Juli 1872 in Rockport, Indiana; † 1947 in Maine) war ein US-amerikanischer Anwalt und Politiker, der von 1922 bis 1940 Maine State Auditor war.

## Leben
Elbert D. Hayford war Sohn von Daniel Hayford und Virginia Ellen Brown. Er besuchte die High School in Rockport und lernte im Jahr 1890 den Beruf des Druckers. Danach besuchte er von 1893 bis 1895 die Indiana University und studierte im Anschluss bei seinem Schwager Lane B. Osborn Recht.
Im Juni 1898 meldete er sich für den Dienst in der Armee im Spanisch-Amerikanischen Krieg. Sein Regiment bestand aus Rekruten aus Oklahoma, Arizona und New Mexico und wurde nach Albany, Georgia ins Winterquartier geschickt. Da die Dienste dieses Regimentes nicht benötigt wurden, wurde es im Februar 1899 aufgelöst und er wurde aus der Armee ausgemustert. Danach arbeitete er wieder in der Kanzlei Osborn & Hayford, in Evansville, Indiana.
Er zog nach Maine und heiratete im Jahr 1901 Mary Eldridge Hayford (1872–1917) Die Ehe blieb kinderlos. Zwei Jahre nach ihrem Tode heiratete er im Jahr 1919 Gertrude L.Boothby, mit der er drei Töchter und zwei Söhne hatte. Die Familie lebte in Farmingdale. Er starb im Jahr 1947. Sein Grab befindet sich auf dem Oak Grove Cemetery in Gardiner, Maine.
Als Mitglied der Republikanischen Partei war er von 1922 bis 1940 Maine State Auditor.